# Кулок

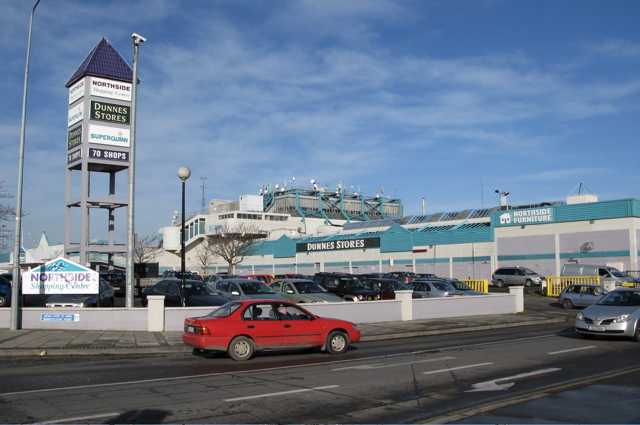
Северо-западный торговый центр

Кулок (англ. Coolock; ирл. An Chúlóg, «уголок») — городской район Дублина в Ирландии, находится в административном графстве Дублин (провинция Ленстер).